# 西欧の服飾 (16世紀)
16世紀の西欧の服飾（せいおうのふくしょく）では、16世紀のフランスを中心とする西ヨーロッパ地域の服装を扱う。

## 特徴
16世紀はヨーロッパ史における近世の始まりに当たる時代である。16世紀に入って、それまでの領主に対する領民から国家に対する国民というように、国家に対する帰属意識が徐々に認識されていく。このころのファッションに関して「ドイツ風」「イタリア風」「フランス風」「スペイン風」「トルコ風」というように、国名を冠したスタイルが貴族の日記や小説にひんぱんに見られるようになっている。
外交官のバルダッサーレ・カスティリオーネは、各国のファッションが宮廷に入り乱れる中で、貴顕の人にふさわしい服装として、「フランス風」は仰々しく「ドイツ風」は簡素すぎるからいずれにしてもイタリア人によって手直しされたものがよいと述べている。さらに色彩に関しては、普段使いのファッションとしては落ち着いた暗色がよいとして、「スペイン風」の色彩を勧めている。ここから、フランスでは華美、ドイツでは簡素、スペインでは落ち着いた印象、イタリアでは当時もっとも洗練された服装が身に着けられていたことが分かる。
一方、アウクスブルクのファイト・コンラート・シュバルツは「われわれドイツ人は服装に関して猿とえらぶところはなかった。」とドイツ国内で外国風の服装がもてはやされた様子を描いている。ドイツ風のいでたちについては、ヘンリー8世が仮面舞踏会で身に着けた「ドイツ風の仮装」が長いズボンであったと記録されており、イタリアからドイツに帰還する役人の日記にプールポアンを「ドイツ風」に短く仕立て直したとあることから、短いプールポアンと長いズボンが特徴と思われる。1547年にパウルス・ベハイムはイタリアへの旅支度にプラス・フォワーズ（ニッカーボッカーのようなもの）を持たせようとする母親に対して、イタリアでそんな恰好をすると安物のように見られるからやめてほしいと頼んでおり、ドイツの服装はイタリア人からすると野暮ったく見えたらしい。
スペインモードがヨーロッパを席巻してから、フランスはスペインモードをさらに極端にして、椅子に座れないようなズボンや皿のような襟飾りを身に着けた。イタリアはスペイン風の衣装を大胆にデコルテに仕立てるなど自分たちの流儀を完全には譲らなかった。
16世紀の半ば、スペインがアメリカ大陸へ版図を広げ太陽の沈まぬ帝国と呼ばれる巨大な領土を領有することになる。新大陸で得た銀により、スペインはヨーロッパの経済を支配する。当時の西ヨーロッパでもスペインの服装を盛んにまねたのだが、多くの場合、スペイン風の衣装に使われる豪華な生地や装飾品はイタリアで生産されていた。ジェノバのエマニュエル・リッチオという大商人は1538年に2347枚の高価な生地をフランス王に持参して無税の特権を与えられた。ビロードやサテン、ダマスク織（経糸と緯糸の色を変えて繻子織や綾織で中東風模様を織りだした高級絹地。このころにはさらに金糸などをよく織りこむようになっている。緞子）、タフタ、カムロ（カシミヤを模した絹織物）などはイタリアがほとんどの生産を担っていた。そのため、スペインファッションの流行は直接にはスペインに富をもたらさなかった。
一方、フランスではファッション産業がもたらす富が注目されていた。フランソワ1世は敵国イタリアを利することを防ぐ目的で贅沢な織り物を着用することを規制する一方で、イタリアから招いた職人をリヨンの工場での技術指導にあたらせた。イタリア諸都市もフランスからの引き抜きや産業スパイを警戒して、職人の移動を制限するなどの対策をとった。
このころ、トリコット（メリヤス編み）の靴下が大流行して高値で取引された。こうした編み物の靴下は非常に高価で王侯への贈り物などにされており、普通はサージやエスタメといった薄い毛織物で仕立てられた。16世紀の末に、ウィリアム・リーというイギリスの牧師がストッキング編み機を発明、故郷で迫害されルーアンに亡命したためリーとその子供や弟が研究した編み機の研究成果はフランスのものとなった。また、クレーヴス（スラッシュ）という切れ込みを入れて衣服を飾る技法が流行し、織りあげた状態で切れ込みが入っている特殊な織物が流通していた。新しい職人として、飾り襟作り職人やスカートを膨らませるヴェルチュガダンという枠の職人、コルセット職人が登場した。飾り襟の職人は大半が女性で、針金の枠に板のように固くリンネル生地を張り、規則正しく襞を折って美しく衿を作ることができる職人は貴重だった。エリザベス1世は自分の飾り襟を作らせるためにわざわざベルギーから腕の良い女性を招いている。彼女たちが米糊を使って生地に張りを持たせる技法を発見し、洗濯糊が普及するようになった。ヴェルチュガダン職人とコルセット職人は力仕事であったため、この作業に従事するのは皆男性であった。ヴェルチュガダンは重くて扱いにくかったため、フランスではオース・キュという輪状のパット、イギリスではフィール・ファージンゲールという軽量化した枠がそれぞれ登場する。

## 男性の服装
前世紀に引き続いてプールポアンが市民以上の階級に広く身に着けられた。これは前世紀の胸から腹を膨らませるスタイルからより下腹を大きく突き出すように麻屑などで詰め物がされており、腰についた垂れは長く分割されるようになっている。スペインの影響で、衿部分は高く詰まったものとなっていき、そこから覗くシュミーズの衿が独立したカフスとなりフレーズ（ラフ）という飾り衿が着用された。16世紀の後半、時期が下るにつれて垂れは小さくなってとうとう消滅し、代わりに前中央が下に尖るようになっている。袖は肩口を大きく膨らませたり、段を付ける、腸詰のようにいくつも膨らみを付けるなど、豪華に装飾したためプールポアンの肩に直接縫いつけることは不可能だった。そのため、紐でプールポアンと結ぶかホックで留めるなどの方法で袖を身に着けたが、これを覆うためにエポーレットという肩覆いが考案された。
16世紀の初めは下半身にはショースのみが着用されることが多かった。16世紀の中ごろから、ショースの上半分がオー・ド・ショースという半ズボンとなり、下半分がバ・ド・ショースという膝程度の長さのある靴下になった。オー・ド・ショースは膝丈程度の半ズボンで、多くは詰め物を入れて膨らませていた。内側からバ・ド・ショースを縫いつけ、プールポアンにホックやエギュイエットというリボンで吊るして着用した。

### 庶民
庶民の服装に関する資料は、ドイツの版画に詳しい。
16世紀初頭から末期にわたって農民の服装には大きな差異はなく、前世紀ともさしたる違いはない。シュミーズに、コットやゴネルという単純な膝丈程度のチュニックに、ブラカエと呼ばれるゆったりした長ズボン、ショース、革の短靴かゆるやかな長靴といった服装が中世の頃とほぼ変わりのない出で立ちであった。詰め物をしないシンプルなプールポアンの類であるジャクという短い上着を着た農民の姿も見られる。髪型は無造作な短髪で、日差しよけの麦わら帽子などが被られた。
市民はシュミーズの上にプールポアンとショースを身に着けていた。16世紀半ばごろから流行のオー・ド・ショースとバ・ド・ショースが身に着けられている。同じ職人でも靴屋や染物屋や織工など比較的重労働であったり体が汚れやすい職種では、詰め物のないすっきりとしたオー・ド・ショースに、シュミーズ姿。毛皮職人や羅紗屋などの職種では、肩を膨らませるなど装飾的なプールポアンに生地をたっぷりとったオー・ド・ショース姿、全身にスリット飾りをいれた洒落た格好が多かったようだ。このような華やかな格好は宣伝という面もあっただろうが、同じ工房にはやはり質素な服装の職人もいて、美々しい服装は親方などに限られていた。髪型はスペイン風に短く刈り込むものが人気であったようだ。比較的余裕のある市民の青年などは、1550年ごろから流行したまっすぐに梳き下げた髪をおかっぱ頭に切りそろえる髪型をしている。
ニュルンベルクの詩人ハンス・ザックスが同郷の画家ヨースト・アマンの様々な職業の人を描いた版画に寄せた八行詩に、当時の職人の仕事がうたわれている。韻を踏むために言葉を選んではあるものの、当時の市民が目にする服地についての貴重な証言と考えられる。染物に関しては、黒、緑、鼠、青にシュヴァーベンの生地を染め上げるとあり、カスティリオーネのいうスペイン風の落ち着いた暗色とはこのような色であったのだろうか。羅紗屋では、黒、緑、赤、青の布地があるとあり、やはり黒が人気であったと思われる。赤も当時大変人気があり、コジモ・デ・メディチは「赤い布が2エレもあれば人は美しくなれる」という言葉を残している。ランゲルザンツァでの農民反乱では、農民たちから赤い上着を着ることができるよう許可を出すよう要求がされた。当時鮮やかな赤を出せる染料は数少なく、おそらくここでの赤は南ヨーロッパの特産品であるケルメスという虫で染めたものと思われる。これは西ヨーロッパでは高価な輸入品であったため、ドイツの染物屋では扱われず農民には着用が禁止されていたのだろう。毛皮職人に関しては、白テン、黒テン、リス、ヤマネコ、イタチ、狼、キツネ、山羊の毛皮を扱っているとある。上着や帽子を仕立てるほか紐を扱うともあり、これはオー・ド・ショースを結わえるエギュイエットではないかと思われる。袋屋は革や布の袋や財布の他に手袋を扱い、靴屋は火薬などを入れる革袋や革靴を扱うが、フェルト靴は帽子屋の職掌であった。宝石細工師はガーネット、ルビー（おそらくスピネルなども含む）、ダイヤ、エメラルド、サファイア、カルチドン石、真珠をあつかったといい、これは王侯のための商品と思われる。

### 上流市民
刺繍を施したシュミーズにプールポアンとオー・ド・ショースとバ・ド・ショース、そして雌牛の唇とあだ名された水掻きのように先が平たく広がった革靴や飾りのついた短靴やスリップオン式の浅い靴を履いた。雌牛の唇型は16世紀後半には廃れ、鴨の嘴型という先が丸みを帯びているタイプが人気を博し、徐々に先端が尖ったオックスフォード型に近いタイプが人気が出てくる。上着としてスペイン風のカペと呼ばれる円く生地を断ったマントが人気があった。これは腰に届かないほど短いもので、日本にも宣教師からの贈り物として織田信長や小早川秀秋が身に着けていた同型の遺品が残っている。
裁判官・弁護士・医師・学者などの裕福な知識人の一群は上着として毛皮もしくは布の大きな襟がついた袖の短いか全くないガウンを着ていた。このガウンはフランスではセー、ドイツではシャウベと呼ばれていた。ルターの肖像に描かれた袖のないゆったりと垂れた上着がそれである。この上着は多くが高級な毛織物かビロードで仕立てられており、毛皮で裏が付けられるなど高価なものであった。牛一頭4グルデンの時代に、アントン・トゥーハーという人が購入したテンの毛皮の付いた中古の黒いシャウベは35グルデンした。医師のギルク・レームは兄からテンの毛皮の付いたシャウベをプレゼントされたが、これは75グルデンもした。
ただし、人々に尊敬されるような職業の人でも財力が許す限りなんでも身に着けられるというわけでもなかった。1557年にアンドリュー・ブロード博士とペーター・グリュツェ学監が、それぞれ緋色と綾という華美すぎるナイトキャップを身に着けた罪で処刑された。
スペインの暗色好みとは別に、オランダやドイツでは宗教改革によるまじめで質素な服装の勧めから、黒い衣服が人気があった。フランスでは派手な衣服が好みであったアンリ3世の宮廷から、白や澄んだ青、澄んだ緑など明るい色が流行した。イギリスでも褐色がかった赤や暗緑や濃青などはっきりとした色合いが人気があった。
多色つかいのミ・パルティは16世紀の初めはよく着られたが、徐々に田舎の小役人の衣装となった。代わりにサラセン風の模様などを取り入れた品のいい縞模様や市松模様が流行している。

### 上流階級
刺繍を施したシュミーズにプールポアンとオー・ド・ショースとバ・ド・ショース、そして雌牛の唇とあだ名された水掻きのように先が平たく広がった革靴や飾りのついた短靴やスリップオン式の浅い靴を履いた。
上着としてセーかシャマールを着たのだが、セーがシャウベによく似たものとしてシャマールはどのような衣服なのかは不明である。シャマールに飾り立てるという意味があり、ふんだんに装飾をしたガウンの一種ではないかと思われる。帽子としてはビレッタという大きなベレー帽のような帽子を片方の耳を隠すようにかぶることが多かった。
バ・ド・ショースの最高級品にはスペイン産の絹で編んだものがあり、非常に高価なものでめったに手に入らなかった。フランソワ1世との会談の際には二人との王とその取り巻きの豪華な衣装が並んで金糸の野原のようであるといわれたヘンリー8世でさえ、絹のバ・ド・ショースを手に入れると踊り上がるばかりに喜んだといわれている。娘でやはり非常に着るものに気を使ったエリザベス1世もモンタギュー夫人から黒絹のストッキングを贈られて大変に喜び、以来手放さなかったと記録されている。イギリスの資料では、絹の靴下は一揃いで4ポンドから8ポンドしたといわれる。16世紀末、5人家族に8人の従業員を抱えるパン屋の1週間の生活費と経費全てを含めても6ポンドと10シリングという時代に、破格のぜいたく品であった。
ドイツの記録では、王侯の使うような綾織物や緞子は安価な部類でも1エレあたり10グルデンから18グルデンが相場であった。このころの一般的な市民の月収は2グルデンである。大貴族や王はそうしたただでさえ豪華で高価な生地を埋めつくさんばかりに刺繍させたり、細かい切れ込みを入れるなどして装飾させた。
ハンス・ホルバインのヘンリー8世の肖像には、宝石のボタンがついた赤褐色のビロードらしいプールポアンに細かい金糸刺繍を施し、白い下着か裏地を孔から斑点のように引き出している姿が描かれている。これほど細かい切り込みをハサミで入れてかがる作業は不可能に近いと思われるので、彼の上着のスリットは焼いた鉄棒などで生地に穴を開けたもののように見える。ヘンリー8世の肖像は全体的に四角形に近いシルエットで、前世紀の男らしい体系を誇張するファッションの系譜を継いでいる。いっぽう、ジャン・クールエのアンリ2世とシャルル9世親子の肖像はどちらも金糸刺繍の黒いプールポアンに白と金の丸く膨らんだオー・ド・ショース、切りこみ飾りの入った白い靴とバ・ド・ショース、黒いカペ、白いダチョウの羽を飾った黒いボネというスペイン風そのものの服装である。一見よく似ているが、若いシャルル9世の服装のほうには十字架のペンダントや襞を畳んだ肌着の襟と袖口が描かれておりスペインの最新流行を取り入れていることが分かる。
こちらのシルエットは砂時計型で、金の刺繍による華美さはあるものの全体の印象は禁欲的で固い。
王侯の華麗さの追求はストッキングや上着や袖にとどまらず、肌着にも及んだ。16世紀の前半プールポアンのネックラインは低い場合も多く、逆に詰まった下着の襟には細かい色糸刺繍や金銀糸刺繍が施され、時にはスパングル（金属片）が飾られた。このような華麗な装飾は女性の手によるもので、娘や妹、多くの場合は花嫁からの贈りものであった。マクシミリアン1世の皇女マルガレーテは自ら刺繍を施した肌着を父に贈り喜ばれている。こうした詰まった衿にはフリルが飾られたが、次第に襟のみが独立してフレーズ（ラフ）という飾りになった。女性のものは前が開いて後ろに扇状に立ち上がった物が多く（エリザベス女王の肖像やディズニー映画の白雪姫の衿のタイプ）、男性は（女性も使ったが）円盤型のタイプが多かった（南蛮装束に見られるタイプ）。
ズボンの類は様々で、貴族階級のものはあらゆる種類のズボンを複数蓄えていなければならなかった。スペインにならってフランスやイギリスで人気のあったトルースは詰め物をして大きく膨らませたタマネギ型で、イギリスでは世紀末にはカボチャのような形にまで膨らんだため、着席用のズボンを別に用意する習慣まであった。イングランド議会の議場には壁に小さな板が張り出してあり、そこにトルースを乗せて着替えたという。フランスで女性にもスカートの下に着られたカニオンは、左右が繋がった膝上丈で詰め物のない次の世紀のキュロットに繋がるようなズボンだった。イタリアに由来するヴェネシャンは、膝下でリボン留めするゆるやかなもので貴族の必需品であった。グレーグはやはり膝下丈のほっそりしたもので、脇線に細い縫いとりをいれた。ドイツではトランクホーズといって、帯状の布の上部と下部のみを繋げたものが人気であった。たいてい、切れ目を入れて裏地を引きだして装飾にしていたが、裏地のほうが表地より高価で布の面積も大きいことがよくあった。

## 女性の服装
16世紀にはいると、極端に高かったウエストラインは自然な位置に戻る。スカートは床丈になり、丸みを帯びて広く襞をたっぷりと取るようになった。男性同様に肌着の襟は高く詰まって、刺繍を施すようになる。
衿の詰まったシュミーズの上に葦で芯を入れたキャンバス地か蝶番式の鉄のコルセットを身に着けた。その上にジュップ（ペチコート）を重ね、ネックラインの低いガウンを上に重ねた。
16世紀後半にはフランス式ガウンというドレスが流行する。下準備として丸襟のシュミーズを身に着け、ショースを履き、コール・ピケと呼ばれる鯨骨を入れた刺子仕立てのコルセットを締めあげた。細い腰がもてはやされ、当時の貴婦人であるカトリーヌ・ド・メディシスは40センチ、メアリ・スチュアートは37センチという細腰だった。さらにオース・キュという浮き輪に似たパッドを前下がりに身に着ける（イギリスではファージンゲールも加える）。そしてジュップ（ペチコート）を1枚ないし2枚、ブラウスを身に付け袖のないネックラインの低いガウンを着た。ガウンには別に袖を付けるのだが、袖付けにはエポーレットを被せてフレーズを首に巻いた。

### 庶民
中世以来のコットにアンダースカートを合わせるものや、ジャケットの原型にあたるジャクという腰丈の短い上着にスカートとエプロンを合わせるもの、ボディスのようなものを身に着けた農村の女性の姿が版画などに残る。男性に比べて服装は比較的近代的に見えるが、貴婦人たちの大きく広がって床すれすれのスカートと違って丈は足首より上と短い。彼女たちは頭をすっぽりと覆う頭巾やスカーフで髪を覆っている。
市民の女性は詰め襟で衿の部分に細かい刺繍をしたシュミーズにガウンを重ねた。16世紀の初期はほっそりとした長袖のワンピース式の衣装にエプロンと頭巾という服装がよく見られる。中にはボディスを身に着けている例や、コラーという肩を覆って胸まで垂れる大きな襟飾りをつけた姿も見られる。

### 上流市民
上流市民の女性の衣服は貴婦人のものにほぼ準じる。スカートが膨らんだローブを着て、夏場はマルロット、ベルヌというやや簡素な物を着た（ローブと大きな違いはない）。タブリエというエプロンのようなものが流行し、スカートの前にくくりつけて下げた。これは汚れよけの前掛けではあったが、刺繍を施したりダマスク織で仕立てられるなどしており、装飾的な意味合いが強かった。
16世紀半ばスペインからはフレーズと言う襟、コルセットとヴェルチュガダンというスカートを広げる枠が持ち込まれた。ローブは袖が別仕立てで、共布だけでなくローブと色違いであったり素材違いの袖を後から縫いつけて縫い目をエポーレットで覆った。16世紀末には腰の上下の部分がボディスとスカートとして独立し、胸元が開いていった。フランスの外交官ド・メッスはエリザベス1世がへそのあたりまで開いたドレスを持っていると書き残している。胸元が開いたことで見えるようになったコルセットを隠すためにピエース・デストマという装飾を施した三角形の胸当てをローブの内側からホックで取り付けるようになった。一番上のスカートはボディスの裾の垂れ部分に沿ってホックなどで取り付けた。
コルセットははじめ王侯の婦人が鉄製の鎧のようなものを持ちこんだ。これは蝶番で着用する逆三角形に近い形をしており、透かし彫りが施されていた。より広く使われたのはキャンバスのような厚い麻布を何枚か重ねて裏からステッチを施し、葦の茎を通して芯にしたもので、キルティングしたものという意味でコール・ピケと呼ばれた。鯨骨を火で焙りながら曲げて型にしたものを入れるのはより高級なもので、紐で締めあげて着用した。
ベルチュガダンはスカートを釣鐘型に広げるための特殊なペチコートといった様子のもので、籐製の輪を小さいものから大きいものの順に丈夫な木綿や毛織の布に縫い込んで着用した。フランスではオース・キュという浮き輪のような形のパッド、イギリスではフィール・ファージンゲールという枝を使ったドラム缶型のベルチュガダンを腰に巻いて、腰から床と平行にスカートが横に広がるスタイルが流行した。ペチコートの下にはカルソンというズボンのようなものを履いた。会計録や財産名簿には散見されるもののあまり表だって名前が出ることは少ないが、カトリーヌ・メディシスは黒いタフタで仕立てたカルソンを所有していたと記録されている。イタリア製のリネンでできたカルソンが当時の貴婦人の遺品として残されているが、これはドロワーズの原型とされている。
1548年にイタリアの修道士が著した『女性の美に関する対話』という本の中で、ルネッサンス的な理想の美女について詳しい著述がある。第一に、色白であること。第二に豊かに波打つ金髪であることが挙げられている。ここでは「黄金の色、蜜の色、太陽の色」が良いといわれているので、明るいはっきりした色のブロンドがもてはやされたようだ。額は広く高く、眉は緩やかに上に湾曲して眉尻が落ちた形、丸くて大きい栗色の目、細い鼻梁で鼻の頭はやや上向きがよく、小さな口、長くほっそりとした首、やや豊かなあごが美人の証だった。
化粧品として鉛白のお白粉があったが、風刺詩には「ヴェニスの白亜」などで肌を塗る様子がうたわれているため、経済状況や部位によって使い分けていたのかもしれない。頬紅が好まれた様子はエリザベス朝の小説『不平家』に「静脈を描き、目を生き生きと見せ、髪を染め、肌をすべすべにし、頬を赤く染め、胸をふくらませ、歯を真っ白にする達人」が登場することからもわかる。
エリザベス朝では、髪はフィレンツォーラの黄金の色、蜜の色、太陽の色というより「燃える髪」と表現されるような赤っぽい色が人気があった。これは、エリザベス1世がかなり赤っぽい色の金髪で、その髪を誇りにしていた影響もある。スコットランドの外交官は、エリザベス女王が毎日豪華な衣装を着替えては、スコットランドのメアリー女王と自分のどちらが美しいかと問い詰め、自分の髪を賛美させたと自国に書き送っている。
最初は、ボネ・シャプロンやボネ・ド・ヴーヴという固いカチューシャで髪を抑える頭巾が被られた。これは中世のものよりは小型になっており、やがて髪が現れた。髪を現すのが普通になると、男性と同様の羽毛や宝石を飾ったビレッタやトーク帽（小さな筒型の帽子）を好んで被るようになった。こうした被り物も、イタリア風やフランス風やドイツ風と違いがあり、ラブレーはフランス女性は季節ごとに被り物を使い分けたと書いている。
靴は男性のものとほとんど変わらず、雌牛の唇型からオックスフォード型に緩やかに変化していった。

### 上流階級
フランソワ1世は女性に豪華な布地をプレゼントする趣味があり、姪のマルグリットに金糸を織りこんだ緞子を贈り銀の花を飾ったローブを仕立てさせた。そのため11歳の姫君は動くこともままならなかったというが、彼女のような高貴な女性は豪華な布地にさらに貴金属や宝石（多くは真珠）を飾るのが当然とされていた。オーストリア大公妃カタリーナは28着の真珠を飾ったローブを持っていたことが財産目録からわかる。エリザベス女王は真珠と銀糸で「女王らしく」装飾した黒ビロードの喪服を所有していた。